# David Edgar (nadador)
David Edgar (n. Estados Unidos, 27 de marzo de 1950) es un nadador estadounidense retirado especializado en pruebas de estilo libre, donde consiguió ser campeón olímpico en 1972 en los 4 × 100 m estilo libre.

## Carrera deportiva
En los Juegos Olímpicos de Múnich 1972 ganó la medalla de oro en los 4 × 100 m estilo libre, con un tiempo de 4:26,42, por delante de la Unión Soviética y Alemania Oriental, siendo sus compañeros de equipo John Murphy, Jerry Heidenreich y Mark Spitz.